# Bassal de Garonda
El Bassal de Garonda, o Bassal de s'Estanyol, és una petita zona humida formada per l'estancament de les aigües del torrent de Garonda bloquejades per barres de dunes, que formen la platja anomenada Racó de s'Arena. Aquest bassal està situat al costat de la població de s'Estanyol de Migjorn, a la costa del terme municipal de Llucmajor, Mallorca. Ocupa una superfície màxima d'uns 4 500 m², que només queden completament inundats després de grans pluges. Resta sec durant la major part de l'any o amb poca aigua. La seva vegetació és típica d'aiguamoll i s'hi pot observar el calàpet (Bufo viridis).
En el segle xiv, s'anomenà aquest lloc El Salinar per la formació natural d'unes salines i perquè era el lloc d'accés més idoni per a la recollida de sal. En aquell temps, existia el dret de la gabella de la sal, que només permetia la compra de sal a les persones que n'havien adquirit el dret de venda, per la qual cosa els llucmajorers delinquien perquè recollien la sal per a ús particular i per a vendre-la al públic.